# 翁自儀
翁自儀（1629年4月30日（崇禎二年四月初八）—1714年3月11日（康熙五十三年正月廿六）），和名稻嶺親方盛方，號瑞雲，琉球國第二尚氏王朝政治家、三司官。
翁自儀是翁壽祥（國頭親方盛順）的後代。康熙十二年（1673年），翁自儀以年頭使的身份出使薩摩藩，翌年歸國。康熙二十一年（1682年），為奏報冊封使即將來到琉球冊封之事，他再次出使薩摩藩，翌年歸國。
康熙二十二年癸亥九月十三（1683年11月1日）出任三司官。康熙三十二年癸酉十月二十三日（1693年11月20日），獲賜紫地浮織冠。康熙三十五年丙子十一月八日（1696年12月2日）致仕。康熙五十三年甲午正月廿六日（1714年3月11日）卒，壽八十六。雍正五年（1727年）秋，翁自儀與其妻武氏溫心被洗骨重新下葬於同一個石廚子之中。
冊封使汪楫編纂的《使琉球雜錄》中收錄有他寫的詩「咏松」一首。